# Rätovarier

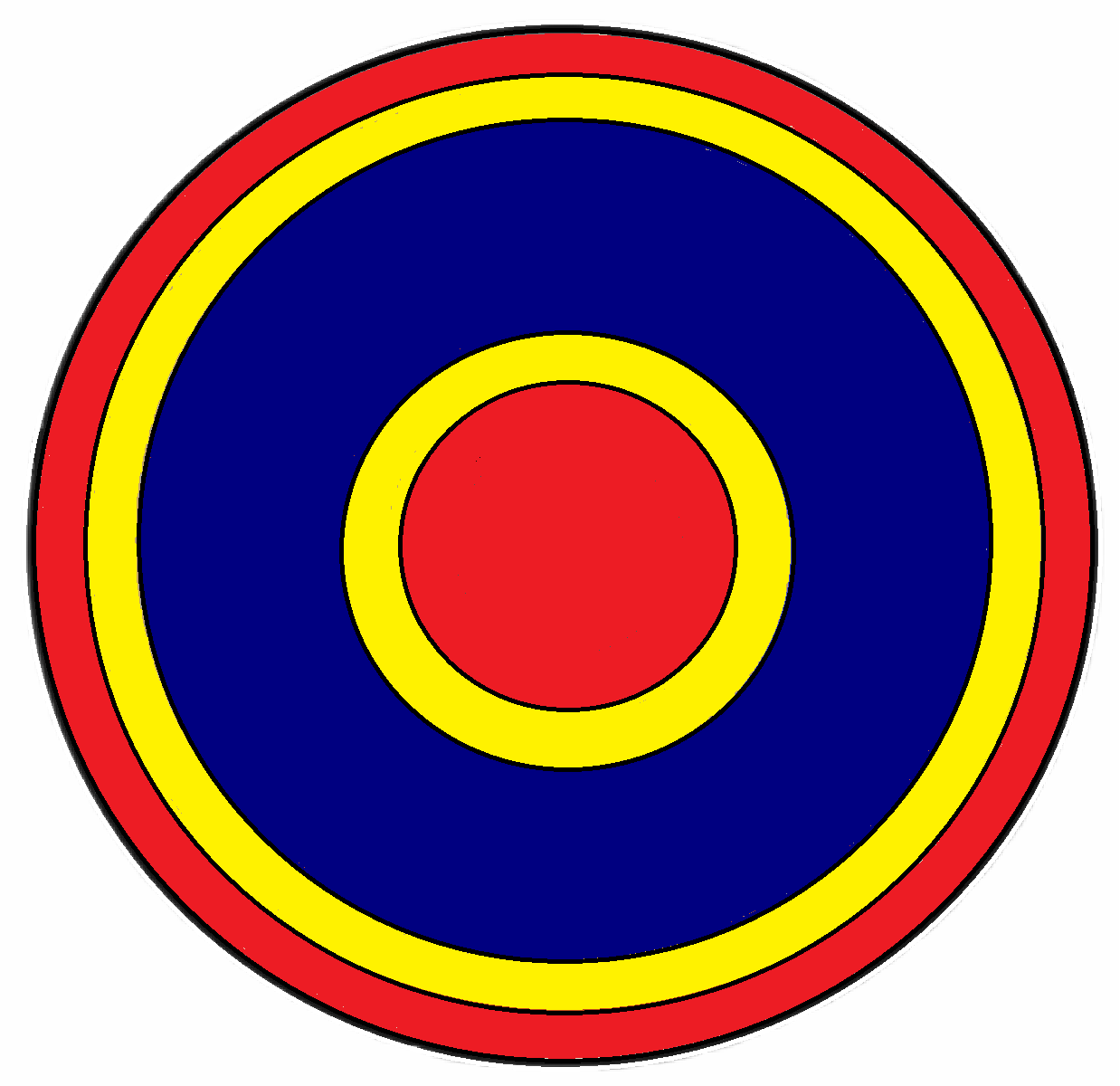
Schildzeichen der Raetobarii (Auxilia palatina) im spätrömischen Feldheer des Magister militum praesentalis I, Notitia dignitatum (Bodleian Manuscript)

Rätovarier (auch Raetovarier, lateinisch: Raetobarii) waren ein alamannischer Stamm, vermutlich im Nördlinger Ries. Der Stamm wird nur in den Notitia dignitatum genannt, wonach sie zusammen mit den Bucinobanten in der Hofarmee (auxilia palatina) des Ostreiches dienten.
Der Name setzt sich aus dem Namen der Römischen Provinz Raetia und dem germanischen Stammnamensteil *-warijôz »Bewohner« zusammen, also „Bewohner der (ehemaligen) Provinz Rätien“.